# Спростовуваність
Спростовуваність (критерій Поппера; принцип фальсифікації) — це важлива концепція у філософії науки. Щоб гіпотеза була спростовуваною, ми повинні мати змогу вказати, яке спостереження або результат якого фізичного експерименту можуть її спростувати. Наприклад, твердження «всі ворони чорні» може бути заперечене фактом спостереження білої ворони. Поппер запропонував використовувати принцип спростовуваності для визначення, чи є теорія науковою чи ні: якщо вона не спростовувана, тоді це не наука (псевдонаука). Отже, можливість довести знання не робить його науковим, науковим є лише знання, що включає можливість спростування (але залишається неспростованим).
Теоретичний напрям, що наголошує на важливості спростовуваності як філософського принципу відомий під назвою Фальсифікаціонізм.

## Наївна спростовуваність

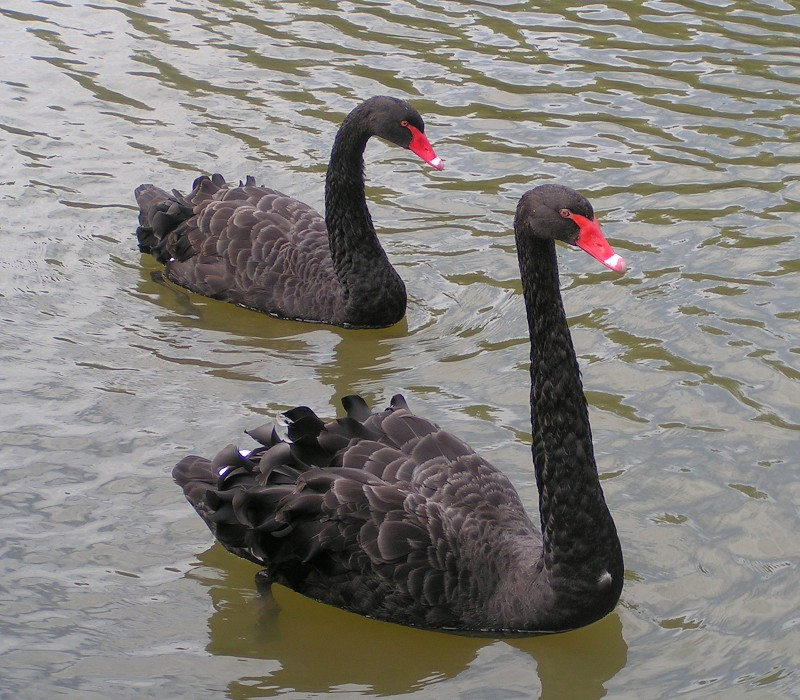
«Всі лебеді білі» — спростовуване твердження. Можна довести, що воно хибне.

Спростовуваність вперше запропонував Карл Поппер у 30-x роках 20-го століття. Він зауважив, що два наступних типи тверджень є особливо цінними для науковців. Перший тип — це спостереження, наприклад цей лебідь білий. Логіки називають такі твердження одинарними екзистенційними твердженнями, оскільки вони стверджують існування конкретної речі. Вони можуть бути висловлені у формі Існує x, що є лебедем і є білим. Другий тип тверджень категоризує усі поодинокі випадки чогось, наприклад, всі лебеді білі. Логіки називають такі твердження універсальними. Розбір таких тверджень здійснюється у формі для всіх x, якщо x є лебедем, то x є білим. Закони науки (точнішим терміном буде теорії), як правило, представлені у одній із цих форм. Ймовірно найскладнішим питанням в науковій методології є: яким чином здійснюється перехід від поодиноких спостережень до теорії? Як стає можливим вивести універсальне твердження із будь-якої кількості поодиноких екзистенційних тверджень?
Індуктивістська методологія припускає можливість переходу від набору поодиноких спостережень до універсальних тверджень. Тобто, ми можемо перейти від це білий лебідь, це білий лебідь, і т. д., до універсального твердження всі лебеді білі. Цей метод є очевидно логічно некоректним, оскільки завжди залишається можливість того, що десь є не-білий лебідь, що якимось чином уникає спостереження, що не заважає однак деяким філософам твердити, що наука базується власне на такому індуктивному методі. Поппер дотримувався думки, що наука не може ґрунтуватись на таких некоректних виводах, та спростовуваність була ним запропонована як рішення проблеми індукції. Він зауважив, що хоча одинарні екзистенційні твердження на зразок наведених вище не в змозі довести істинність універсальних тверджень, вони можуть їх спростувати. Достатньо одного спостереження не-білого лебедя, щоб довести хибність твердження всі лебеді білі. У логіці це відповідає modus tollens. Це чорний лебідь має наслідком існує x, що є лебедем і не є білим. Хоча логіка в основі наївної фальсифікації є коректною, застосовуваність її є дещо обмеженою, і Поппер привернув увагу до цих обмежень у своїй праці Логіка наукового відкриття.
Відоме спостереження Вілларда Квайна, опубліковане у праці «Дві догми емпіризму», згідно з яким практично будь-яке твердження може бути модифікованим, щоб задовольнити фактичні дані через використання «компенсуючих поправок». Щоб спростувати універсальне твердження, слід отримати одне істинне заперечне твердження. Поппер однак вказав, що завжди можливо так «змінити» універсальне твердження або екзистенційне твердження, що спростування не станеться. Почувши про існування чорних лебедів в Австралії, можна запропонувати ad hoc гіпотезу всі лебеді білі, окрім тих, що живуть в Австралії, або використати скептичний підхід до одинарних тверджень: Австралійські орнітологи не є достатньо компетентними. Поппер вказав, що тут вимагається рішення вченого: чи прийняти, чи відкинути твердження, що можуть спростувати теорію. Однак може настати момент, коли під акумульованою вагою ad hoc гіпотез та відкинутих спростовуючих спостережень стає неможливим і далі дотримуватись базової теорії, та необхідно ухвалити рішення її відкинути.
Як заміну наївній спростовуваності, Поппер запропонував бачення розвитку науки як процес послідовного відкидання спростованих теорій, а не спростованих тверджень. Спростовані теорії повинні бути заміненими теоріями, що мають більшу пояснюючу силу та враховують явища, що спростували попередню теорію. Так, Арістотелева механіка була спростована у експериментах Галілея, та була замінена механікою Ньютона. Своєю чергою, спостережувані аномалії руху Меркурія, що не передбачались механікою Ньютона, призвели до її заміни загальною теорією відносності Ейнштейна. Наївна спростовуваність є невдалою спробою припису раціонально детермінованого наукового методу. Натомість власне спростовуваність твердить, що те, як науковці повинні підходити до теорії та фактів (методологія), є справою свідомого вибору.

## Формально-логічна аргументація
Подальше тлумачення принципу спростування призвело до формулювання двох основних заперечень емпіричного позитивізму. Спростування деякої теорії відбувається через modus tollens, шляхом певного спостереження. Припустимо що із деякої теорії T випливає, що спостереження O повинне відбутись
{\displaystyle T\rightarrow O}
Але O не спостерігається, тому
{\displaystyle \sim O}
Звідси по modus tollens:
{\displaystyle \sim T}

### Залежність спостереження від теорії
Всі спостереження ґрунтуються на попередніх допущеннях, звідси:
{\displaystyle O\equiv \left(p_{1}\wedge p_{2}\wedge p_{3}\cdots p_{n}\right)}
тому:
{\displaystyle \sim O\equiv \sim \left(p_{1}\wedge p_{2}\wedge p_{3}\cdots \wedge p_{n}\right)}
але:
{\displaystyle \sim \left(p_{1}\wedge p_{2}\wedge p_{3}\cdots \wedge p_{n}\right)\equiv \left(\sim p_{1}\vee \sim p_{2}\vee \sim p_{3}\cdots \vee \sim p_{n}\right)}
із закону де Морґана.
Словами, невідповідність результату експерименту, передбаченому теорією, означає тільки те, що хоча б одне із вихідних припущень виявилось неправильним. Завжди є можливим відкинути очевидно спростовуюче спостереження на тій підставі, що вихідні припущення чи умови неправильні. Оскільки існує невизначена кількість таких припущень чи умов, будь-який результат спостереження можна узгодити з теорією. Отже, є можливим виходячи із теорії, відкинути результати спостереження.

### Неможливість визначення теорії результатами спостережень
Схожим чином, теорія складається із деякої кількості гіпотез.
{\displaystyle T\equiv \left(h_{1}\wedge h_{2}\wedge h_{3}\cdots h_{n}\right)}
звідси,
{\displaystyle \sim T\equiv \sim \left(h_{1}\wedge h_{2}\wedge h_{3}\cdots \wedge h_{n}\right)}
але
{\displaystyle \sim \left(h_{1}\wedge h_{2}\wedge h_{3}\cdots \wedge h_{n}\right)\equiv \left(\sim h_{1}\vee \sim h_{2}\vee \sim h_{3}\cdots \vee \sim h_{n}\right)}
Інакше, невдача теорії тільки означає невдачу однієї гіпотези. Завжди є можливим відродити спростовану теорію на тій підставі, що тільки деякі із складових гіпотез неправильні, знову ж таки, оскільки існує невизначена кількість складових гіпотез, будь-яку теорію можна узгодити з результатами будь-якого спостереження. Отже, неможливо визначити неправдивість теорії посиланням на спостереження.

## Критерій демаркації
Поппер запропонував використовувати принцип спростовності для визначення, чи є теорія науковою чи ні: якщо вона не спростовна, тоді це не наука. В деяких випадках застосування цього підходу межувало із екстремізмом, коли, наприклад, були спроби піддати сумніву науковість таких дисциплін, як макроеволюція та космологія. Принцип спростовності був використаний суддею Вільямом Овертоном для встановлення того що наука Творіння не є науковою теорією, та не повинна навчатись у публічних школах штату Арканзас. У філософії науки, верифікаціонізм твердить, що твердження, щоб бути науковим та осмисленим, повинно допускати емпіричну перевірку. Це твердження було суттю логічного емпіризму (див. Віденський гурток).
Після Поппера, принцип спростування замінив принцип верифікації як критерій демаркації. Іншими словами, щоб бути науковою, гіпотеза повинна бути в принципі спростовною. Поппер також зауважив, що філософи із Віденського гуртка не розділяли дві окремі проблеми та дали їм відповідно один розв'язок: принцип верифікації. На противагу їм, Поппер наголошував, що теорія може бути осмисленою, не бувши при цьому науковою, та що критерій осмисленості не обов'язково збігається із критерієм демаркації. Спростовність є нейтральною властивістю тверджень та теорій. Критерій демаркації використовує цю властивість як основу для підтвердження переваги спростовних теорій над неспростовними як складової частини науки. Наслідком цього є політична позиція, що її можна назвати фальсифікаціонізм.
Слід зауважити, однак, що неспростовні твердження відіграють свою роль у наукових теоріях, та строге застосування критерію Поппера залишає поза межами науки значну частину того, що робить її цінною [джерело?]. Він також не дає критерію для розрізнення осмислених тверджень від безглуздих. Тим не менше, знання того, чи теорія є спростовною, є дуже корисним, хоча б для визначення підходів для її дослідження. Щонайменше, це заощаджує зусилля на спроби спростувати неспростовну теорію, або спроб розглядати неспростовну теорію як необґрунтовану.

## Критика
Томас Кун в своїй впливовій книзі Структура наукових революцій вважає, що в своїй праці науковці дотримуються певної концептуальної парадигми, котра і визначає, як вони бачать світ. Вчені готові захищати свої парадигми до останнього, додаючи все нові та нові ad hoc гіпотези до наявних теорій. Зміна 'парадигми' є нелегкою справою для вченого, тому зміна парадигм в науці (на рівні індивідуальних вчених) відбувається, долаючи опір та неприйняття. Деякі прихильники теорії спростування розглядають працю Куна як підтвердження власних поглядів, оскільки вона стверджує, що прогрес у науці відбувається шляхом відкидання неадекватних теорій. Поширенішою є думка, що головна заслуга Куна полягає у доказі того, що соціологічні фактори, а не дотримання строгого, логічно зобов'язального методу, мають визначний вплив на ухвалення рішення про те, які наукові теорії вважати прийнятними.
Імре Лакатошу належить спроба витлумачити праці Куна у термінах теорії спростовності. Він вважає, що науковий прогрес відбувається шляхом спростування радше дослідницьких програм, ніж специфічніших універсальних тверджень наївного спростування. Відповідно до цього підходу, вчений працює в межах дослідницької програми, що є приблизним відповідником 'парадигми' Куна. Внесок Лакатоша в теорію спростовності полягає у визнанні значення ad hoc гіпотез, що їх Поппер відкидав як ненаукові, для розвитку наукових теорій.
Пол Фейєрабенд розглядав історію науки із критичніших позицій та в остаточному підсумку відкинув будь-яку зобов'язальну методологію. Він пішов далі ніж Лакатош, та стверджував що поступ науки неможливий без використання всіх, а не тільки ad hoc гіпотез, доступних методів на підтримку нових теорій. Він відкидав будь-яку залежність від певної методології, та заперечував що джерелом авторитетності науки є дотримання певної методології. Насправді, якщо намагатися сформулювати деякий універсальне методологічне правило науки, то ним буде все працює, а особливий статус науки є наслідком матеріальних результатів, які вона забезпечує. Таким чином, хоча спростовність дає змогу замінити некоректний індуктивний вивід спростовним дедуктивним судженням, на думку Фейєрабенда це не є ані необхідним для наукового прогресу, ані сприяє йому.

## Приклади
Заяви про доказованість та спростовність використовувались для критики багатьох контроверсійних поглядів. Розгляд цих прикладів показує корисність принципу заперечуваності для виявлення того, де ми повинні зосереджувати увагу при критичному розборі теорії. Неспростовні теорії зазвичай можна звести до простого необмеженого екзистенційного твердження, наприклад існує зелений лебідь. Теоретично, цілком можливо довести цю теорію, представивши зеленого лебедя. Але, оскільки дане твердження не конкретизує, коли або де саме такі лебеді існують, його неможливо спростувати. Те, що такі теорії є неспростовними, не твердить нічого про те, чи є вони істинними, чи ні. Але, це дає нам змогу визначити, яким чином ці твердження можна оцінити. Якщо докази за не можуть бути наданими, і неістинність твердження не може бути продемонстрована, наскільки ми можемо йому довіряти?

### Математика
Твердження математики та логіки як правило вважаються неспростовними, оскільки вони є тавтологіями, а не екзистенційними або універсальними твердженнями. Наприклад, твердження всі зелені речі зеленого кольору є необхідно істинними, для чого не вимагається ніякого знання про світ. Доведення математичних теорем включає зведення їх до тавтологій, що можуть бути механічно доведеними на основі прийнятої системи аксіом, або зведенням до суперечності. Математичні теореми є неспростовними (нефальсифікованими), оскільки цей процес разом із поняттям зв'язності, виключає можливість контрприкладу. Яким чином математична формула може бути застосована до явищ фізичного світу є питанням фізики, тому до певного ступеня підлягає тестуванню.

### Етика
Багато філософів дотримуються думки про те, що мораль (наприклад, вбивство — це зло) не є результатом наукового дослідження, а є просто вираженням певних почувань, тому вони не є спростовними.

### Теорії змов
Теорії змов, в усякому разі у тій формі, в якій їх захищають деякі люди, є за своєю природою неспростовними в силу їхньої логічної структури. Як правило, це безумовне екзистенційне твердження про існування деякого об'єкта або дії без уточнення місця або часу, де його можна спостерігати. Невдача спроби виявити цей об'єкт завжди може бути пояснена невідповідністю місця або неправильним вибором часу. Конспіротеоретики можуть стверджувати, та й часто це роблять, що брехня та фабрикації є поширеним інструментом урядів та інших владних структур, та що докази того, що змова не мала місця, були сфабриковані. Часами, однак, визначення того, чи теорія є конспіраційною, є дуже нетривіальною задачею.

### Історицизм
Теорії історії чи політики, що прогнозують майбутні напрями розвитку історичних подій, як правило мають форму, що унеможливлює ані їхній доказ, ані спростування. Наприклад, твердження, що існують загальні закони історичного розвитку, що детермінують напрям розвитку певного історичного процесу. Невдача у встановленні такого закону не доводить, що його немає, а виявлення окремої події, що його задовільняє, не доводить його застосовуваність в загальному випадку. Керуючись такими міркуваннями, Поппер вважав, що ані марксизм, ані психоаналіз не є наукою. Але, знову, це не означає неправильності таких теорій, Поппер вважав спростовність тестом на науковість, а не на істинність.

### Психоаналіз
Наприклад, одна людина штовхає дитину у воду, тоді як друга рятує потопаючу дитину, жертвуючи життям. Психоаналіз може знайти пояснення для обох цих несумісних поведінок. За теорією Фрейда, перша людина діє під впливом комплексу Едипа, друга досягла сублімації. За теорією Адлера, обидві страждають від комплексу неповноцінності, тільки перша доводить, що вона здатна на злочин, а друга — що на героїзм. Якщо ми не можемо придумати ніякої поведінки, якої б не зміг пояснити психоаналіз, значить, не існує експерименту, який може спростувати психоаналіз.

### Фізичні закони
Закони фізики є цікавим випадком. Часами твердять, що найфундаментальніші закони фізики, такі як, наприклад, сила дорівнює масі, помноженій на прискорення, є неспростовними, оскільки вони є визначеннями базових фізичних понять. Поширеніший їхній розгляд як спростовних, хоча що розглядати як доказ на користь або проти найфундаментальніших законів фізики є контроверсійним питанням у філософії науки. Закони класичної механіки були спростовані експериментами, поставленими в двадцятому столітті, що призвело до появи загальної теорії відносності.
У випадку менш фундаментальних законів, їхню спростовність простіше зрозуміти та перевірити. Доступне наукове обладнання також може бути проблемою: до поширення телескопа наявність супутників Юпітера, виявлених Галілео Галілеєм за допомогою побудованого ним телескопа, була неспростовною. На щастя, проблеми такого типу легко усуваються технічним прогресом. Різноманітність дослідницького апарату є дуже важливою для принципу спростовності, оскільки припускається, що будь-хто із відповідним обладнанням повинен могти провести такі ж спостереження та довести помилковість гіпотези.